# Talismã (Tocantins)
Talismã é um município brasileiro localizado no sul do estado do Tocantins. A cidade está localizada às margens da rodovia federal BR-153, sendo considerada como uma das principais "portas de entrada" do estado do Tocantins, juntamente com o município de Aguiarnópolis, situado no norte do estado. Pela zona rural do município, também passa a Ferrovia Norte-Sul.

## Geografia
Localiza-se a uma latitude 12º47'42" sul e a uma longitude 49º05'33" oeste, estando a uma altitude de 270 metros.

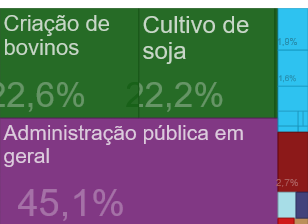
Atividades econômicas de Talismã em 2014

## História
O início de sua povoação teve origem a partir de 1960 com a construção da rodovia Belém-Brasília, BR-153 com a chegada dos pioneiros Beijamin Fiori, Raimundo Souza Costa e Terezinha Maria Costa.
Com o movimento da construção da rodovia Belém-Brasília, Raimundo, que era proprietário de terras, doou um terreno para que os moradores construíssem uma escola para as crianças, em que Eva Maria dos Santos, irmã de Terezinha Costa, foi a primeira professora. A escola Vieira e José do Carmo Pacheco, que utilizaram adobe e cobriram-na com telhas de cerâmica, funcionava onde hoje se encontra o Salão Paroquial.
Logo, Raimundo abriu uma pequena casa comercial. Pouco tempo depois vieram Guilherme Gomes de Melo, José do Carmo Pacheco, Pedro Marques Ribeiro, Sabino Gomes de Melo e outros.
Em 1965, o Padre Juraci Cavalcante rezou a primeira missa no povoado. 
.